# Willy Müller (Landrat)
Willy Müller war von 1951 bis 1952 nebenamtlicher Landrat des Kreises Schleiden.

## Leben
Nach der Verabschiedung des vorherigen Landrats des Kreises Schleiden, Peter Lauterbach, bekleidete der Sägewerksbesitzer Willy Müller aus Dommersbach bei Hellenthal–Blumenthal vom 14. Dezember 1951 bis zum 12. Dezember 1952 diese Funktion. Der CDU–Kreistagsabgeordnete Müller war am 14. Dezember 1951 durch den Kreistag des Kreises Schleiden für ein Jahr zum Landrat gewählt worden. Sein Vorgänger wurde dabei zugleich zum 1. Kreisdeputierten bestimmt.